# Irredentismo argentino

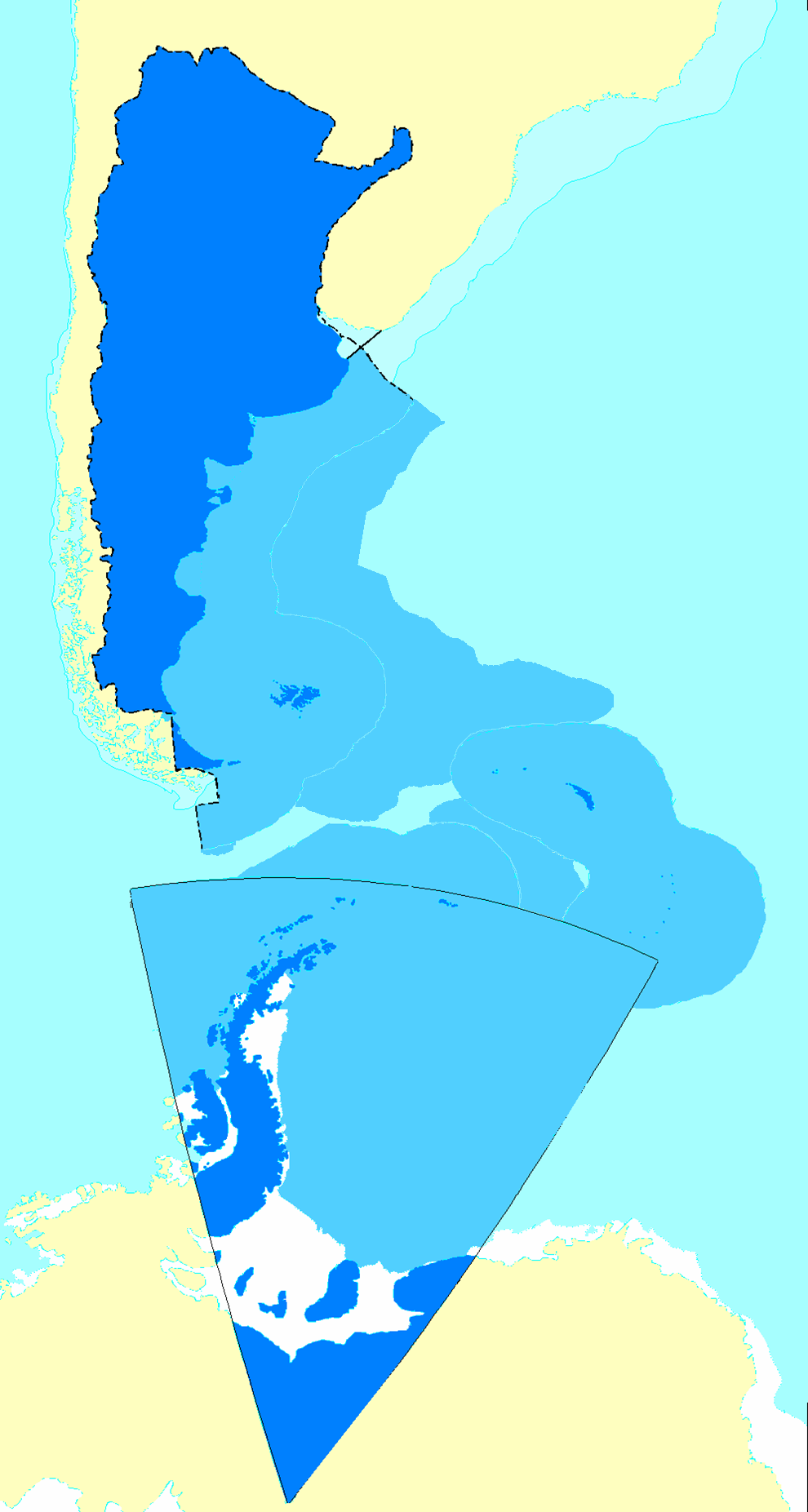
Mapa de la Argentina con todos los territorios reconocidos por su Gobierno como propios.

El irredentismo argentino (o el concepto de Gran Argentina) refiere a la idea que en círculos nacionalistas de Argentina se tiene o ha tenido respecto de la presunción de que el país ha perdido la soberanía sobre territorios que fueron parte del Virreinato del Río de la Plata y que hoy pertenecen a Brasil, Bolivia, Uruguay, Paraguay, Chile, que están controlados por el Reino Unido o que estaban en manos de pueblos indígenas. El concepto se amplía para incluir las islas Georgias del Sur y Sandwich del Sur y espacios marítimos sujetos al control del Reino Unido en el océano Atlántico sur. Excepto las disputas con el Reino Unido, en todos los demás casos el Estado argentino ha acordado tratados de límites y no pretende ni reclama «recuperar» territorio alguno, por lo que la idea de «redimir» áreas continentales solo se puede encontrar o ha existido en círculos nacionalistas sin apoyo gubernamental. Gran parte del área reclamada como irredenta fue ocupada por el Estado argentino con las campañas contra pueblos indígenas llamadas Conquista del Desierto y del Chaco o se incorporó a consecuencia de tratados limítrofes con Bolivia y Paraguay. El concepto de redención, sin embargo, no se refiere a territorios disputados a los que Argentina tiene libre acceso, específicamente a la Antártida.

## Antecedentes
El escritor y diplomático Vicente Quesada en obras como La Patagonia: y las tierras australes del continente americano (1876) acuñó el concepto de «Gran Argentina», un país que abarca todos los territorios del antiguo virreinato, que ha fracasado en conservar debido a una balcanización promovida por Gran Bretaña y Brasil, los errores de la diplomacia argentina y las perspectivas del partido unitario, que prefería un país más pequeño en torno a Buenos Aires. La idea fue tomada luego por otros historiadores, libros de texto, atlas histórico, ensayos, etc. El objetivo de la reconstrucción del país quebrado fue señalado como un objetivo altamente deseable, pero sin tener en cuenta el expansionismo militar como una opción aceptable, y solo una unión política alcanzada por medios diplomáticos. También fue utilizado para promover el patriotismo argentino durante la ola de inmigración europea al país entre fines del siglo XIX y comienzos del siglo XX.
El historiador argentino Luis Alberto Romero habla del «mito territorial» que existe en la población argentina como consecuencia de un supuesto proceso de balcanización que afectó al país. Además, dice que Argentina según este mito «está incompleta» y que junto con la seguridad de un destino de grandeza prometido, hay una permanente insatisfacción. «No somos lo que debemos ser pues no tenemos todo el territorio que nos ha sido asignado». Haciendo referencia al mito del irredentismo argentino, dice que «recuperar las tierras argentinas por esencia, transitoriamente arrebatadas, es una misión, un mandato para los argentinos. […] Lo central es que no seremos una nación completa hasta que no recuperemos lo que nos pertenece».
Ramón Salguero señala en su obra Todo sobre el Beagle las supuestas «pérdidas de territorio» que ha sufrido Argentina a lo largo de su historia, con relación a lo que le correspondería heredando los territorios del Virreinato del Río de la Plata (derecho de Uti possidetis iure). Entre los territorios «perdidos» se hallan Paraguay, Bolivia, Uruguay, las Misiones Orientales, el estrecho de Magallanes, la península de Brunswick y la parte occidental de la isla Grande de Tierra del Fuego, el sur del Chaco Paraguayo, la Patagonia chilena, la región de Tarija y Puerto Natales.

## Disolución del Virreinato del Río de la Plata

Mapa del Virreinato del Río de la Plata hacia 1783.

El Virreinato del Río de la Plata fue una entidad territorial que estableció la Corona española en América como parte integrante del Imperio español. Había nacido de una escisión del virreinato del Perú e integró los territorios de las gobernaciones de Buenos Aires, Paraguay, Tucumán y Santa Cruz de la Sierra, el corregimiento de Cuyo y los corregimientos de la provincia de Charcas. Esos territorios integran en la actualidad las repúblicas de Argentina, Uruguay, Paraguay, Bolivia y partes del sur de Brasil, parte del norte grande de Chile, del sur de Perú así como también las disputadas islas Malvinas. Además incluyó nominalmente las islas africanas de Fernando Poo (hoy Bioko) y Annobón en la actual Guinea Ecuatorial.
Tras la Revolución de Mayo y el inicio de la guerra de Independencia de la Argentina, se inició un proceso de balcanización, que culminó en la creación de los actuales países de Argentina, Bolivia, Paraguay y Uruguay.
Descripción de la fragmentación de los distintos sectores del virreinato:
- Paraguay: Después de la Revolución de Mayo, la Primera Junta tenía el objetivo de formar un congreso de todas las provincias del virreinato. La Intendencia del Paraguay se negó a subordinarse a la Junta, logrando derrotar luego al ejército enviado a someterla. Meses después, Paraguay obtuvo su independencia. Pero, durante años, fue nominalmente parte de las Provincias Unidas, aunque actuaba de manera similar a un estado independiente. Además, su independencia no se reconoció hasta 1852.
- Banda Oriental (hoy Uruguay): este territorio había sido disputado varias veces entre España y Portugal. Tras la Revolución de Mayo, el Gobierno de Montevideo negó la existencia de la misma y comenzó una guerra contra Buenos Aires, encabezada por José Gervasio Artigas que luchó a favor de la Junta de Buenos Aires y en contra de los relistas en Montevideo que reconocía a la Junta de Cádiz. Años más tarde, Portugal hizo un nuevo ataque a la Banda Oriental en 1816, la anexionó y lo renombró como Provincia Cisplatina. Tras esto, acabó constituyéndose en el llamado Estado Oriental del Uruguay en 1828 tras la firma de la Convención Preliminar de Paz que puso fin a la guerra del Brasil. Sin embargo, aún perduran varios lazos entre Argentina y Uruguay y también cabe destacar la gran semejanza de sus culturas.
- Real Audiencia de Charcas (hoy Bolivia): Cuando Buenos Aires depuso al virrey Cisneros, en el Alto Perú quedó un bastión realista. Juan José Castelli, Manuel Belgrano y José Rondeau intentaron apoderarse de la zona, pero no pudieron. Por el contrario, todos los intentos realistas de invadir las Provincias Unidas fueron derrotados por Martín Miguel de Güemes. Cabe destacar también que, para el Congreso de Tucumán varios territorios de las provincias del Alto Perú no pudieron hacer llegar sus representantes por haber sido reconquistados por los realistas. Tal fue el caso de La Paz, Santa Cruz de la Sierra y Potosí. Durante la tercera expedición auxiliadora al Alto Perú habían sido elegidos los diputados por Chichas, Charcas, Cochabamba y Mizque que estuvieron presentes tanto en la Declaración de Independencia de 1816 como en la sanción de la Constitución en 1819. Aunque, en 1825 se creó la República de Bolívar, que fue aceptada por Argentina.
- Misiones Orientales (hoy parte de Brasil): Las Misiones Orientales también fue otra zona en disputa con Portugal (y más tarde Brasil). Al producirse la Revolución de Mayo, el gobierno local se adhirió a ella. Años más adelante, ocurrió la invasión Luso-Brasileña que ocupó el territorio. Tras varios intentos argentinos y uruguayos, terminó cediéndose a Brasil. Aunque, hasta 1895 Argentina reivindicó, ante Brasil como parte del entonces Territorio Nacional de las Misiones una región de unos 30 000 km² que actualmente está comprendida en el extremo suroeste del estado de Paraná y el tercio occidental del estado de Santa Catarina. Ese año, un laudo estadounidense falló a favor de Brasil.
- Patagonia e islas Malvinas: Durante el virreinato, la Corona española intentó varias poblaciones, debido al peligro de que se fundaran allí establecimientos franceses o ingleses, quienes consideraban a esa región como res nullius. Además, se cree que también tenía jurisdicción sobre la actual Patagonia chilena.[5] Debido también al avance de Chile, ocurrieron varias avanzadas sobre territorios indígenas que culminaron con la Conquista del Desierto. Mientras que, las islas Malvinas habían sido desalojadas por fuerzas realistas en 1811, siendo colonizadas nuevamente desde 1820 por la ya heredera Nación Argentina hasta 1833.

## Irredentismo constitucional sobre las islas Malvinas

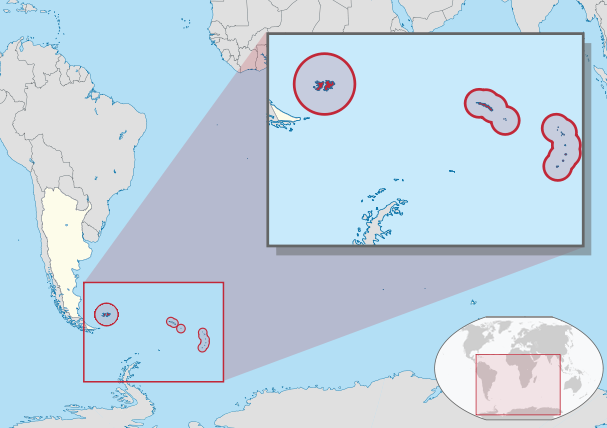
Ubicación de las islas en litigio.

El Gobierno de Argentina ha mantenido un reclamo sobre las islas Malvinas desde 1833 (cabe recordar la breve guerra de las Malvinas en 1982). Se considera la parte de la Provincia de Tierra del Fuego, Antártida e Islas del Atlántico Sur, junto con las islas Georgia del Sur y Sandwich del Sur. Entre los argumentos del Gobierno por las islas, es que se hallan dentro de la plataforma continental de América del Sur, rodeadas por el mar epicontinental que Argentina denomina mar Argentino. Aunque Argentina reivindica sus derechos sobre las islas y exige su devolución, considerándolas parte integral e indivisible de su territorio, a criterio de las Naciones Unidas se trata de un territorio en litigio que incluye en la lista de territorios no autónomos bajo supervisión del Comité de Descolonización.
El reclamo argentino está incluido en las disposiciones transitorias de la Constitución de Argentina, modificada en 1994:

La Nación Argentina ratifica su legítima e imprescriptible soberanía sobre las islas Malvinas, Georgias del Sur y Sandwich del Sur y los espacios marítimos e insulares correspondientes, por ser parte integrante del territorio nacional.

La recuperación de dichos territorios y el ejercicio pleno de la soberanía, respetando el modo de vida de sus habitantes, y conforme a los principios del derecho internacional, constituyen un objetivo permanente e irrenunciable del pueblo argentino.

Además, la Ley Nacional argentina n.º 346 establece el principio de ius soli en su artículo 1: 

Son argentinos:
1) Todos los individuos nacidos o que nazcan en el territorio de la República, sea cual fuere la nacionalidad de sus padres.

La ley n.º 23 059 establece el principio de «nacionalidad perenne»: 

Se declaran inválidas y sin ningún efecto jurídico las pérdidas o cancelaciones de la nacionalidad argentina.

Por lo tanto para el Gobierno argentino las personas nacidas en las islas Malvinas, Georgias del Sur y Sandwich del Sur son argentinas (a pesar de que esos territorios sean considerados por Argentina como «ocupados ilegalmente por el Reino Unido»).
Aunque cabe aclarar que la Argentina se refiere a la autoridad actual en las islas Malvinas. Esta idea se basa en el otorgamiento de la nacionalidad Argentina a los isleños nativos que la han solicitado.
La Marcha de las Malvinas está dedicada a la reivindicación argentina de soberanía sobre las islas y es entonada en las escuelas y en todos los actos oficiales de reivindicación de soberanía (ocurridos el 2 de abril y 10 de junio).

## Espacio marítimo argentino

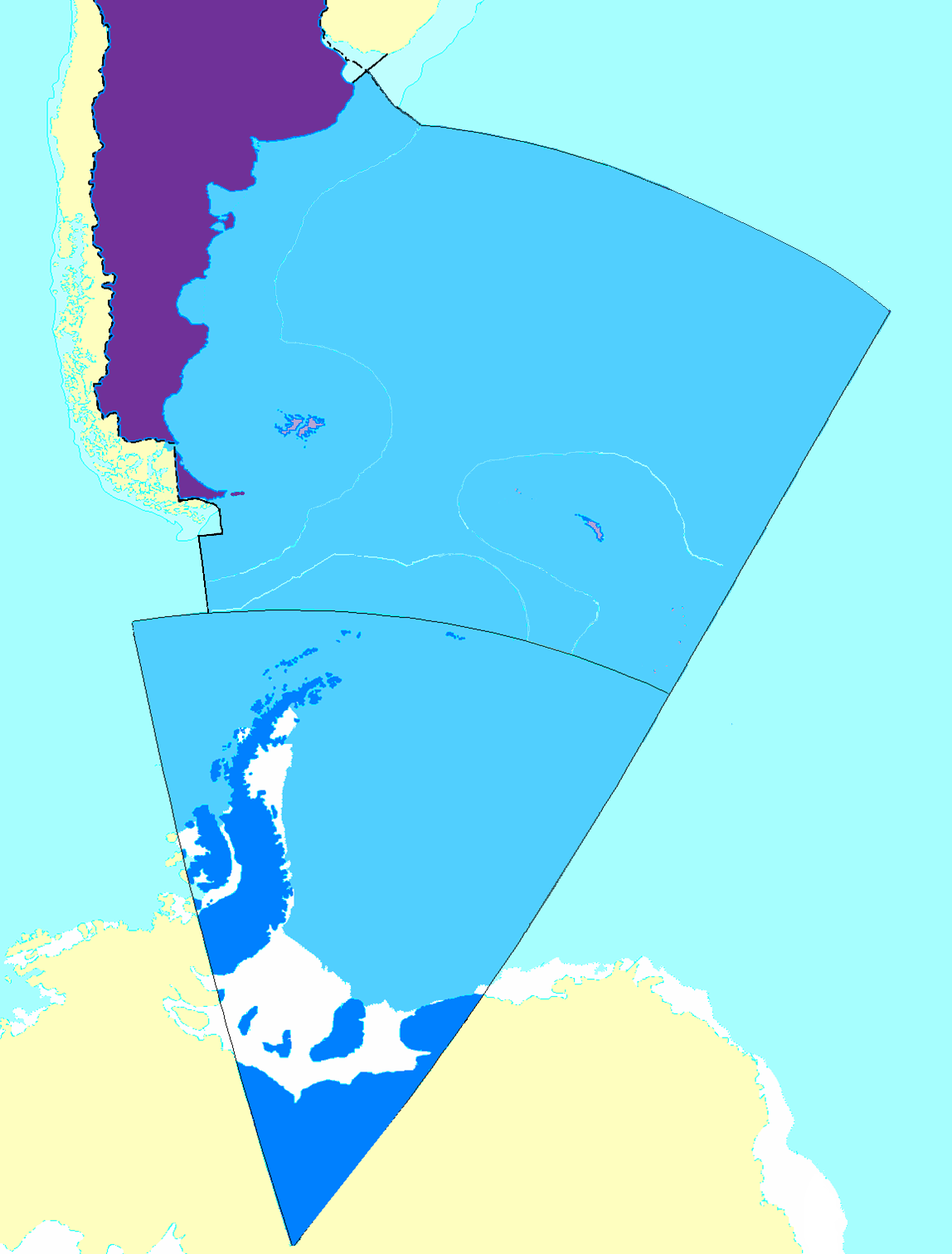
El «Mar de Resguardo Patrimonial Argentino», según el proyecto de ley del senador argentino Mariano Utrera. Se incluyen dentro de sus límites, tanto diversas áreas exclusivas, como áreas en litigio, reivindicadas, y alta mar.

El espacio marítimo argentino es el área compuesta por el mar adyacente a las costas continentales argentinas y de sus islas, así como también el lecho y subsuelo de sus áreas marinas, sus recursos vivos y minerales y sobre su espacio aéreo marino, sobre el cual la República Argentina ejerce soberanía en distintos grados: aguas interiores, mar territorial, zona contigua, zona económica exclusiva, lecho y subsuelo de la plataforma continental.
Para la zona del mar territorial desde el punto extremo oriental del canal Beagle hasta el punto más al este de la isla de los Estados, área que corresponde al mar de la Zona Austral, el mar territorial argentino se reduce a 3 millas marinas a los efectos de su relación jurídica con Chile, pero se mantiene en 12 millas en relación con los demás estados.
El Tratado del Río de la Plata con Uruguay en su artículo 73 creó un área común pesquera para los barcos de ambos países en el frente exterior marítimo del río de la Plata más allá de las 12 millas costeras. Dicha zona es la determinada por dos arcos de circunferencias de doscientas millas marinas de radio, cuyos centros de trazado están ubicados respectivamente en Punta del Este y en punta Rasa del cabo San Antonio. Argentina es signataria de la Convención de las Naciones Unidas sobre el Derecho del Mar, por lo cual debe establecer el límite exterior de su plataforma continental, para lo cual presentó estudios científicos el 21 de abril de 2009 que demuestran los derechos argentinos sobre ella más allá de las 200 millas marinas de la costa. También, cabe destacar, que para el año 2015, Argentina aún no cuenta con un área de mar presencial demarcada oficialmente.

## Canal Beagle e islas Picton, Nueva y Lennox
El conflicto del Beagle se centró en la disputa por la soberanía de las islas e islotes íntegramente ubicados en el llamado «martillo del laudo», un polígono definido en el Compromiso de arbitraje que ambos países firmaron en 1971, en el que se hallan ubicadas las islas Picton, Nueva, Lennox, Gratil, Augustus, Snipe, Becasses, Gable y otros islotes. Se acordó someter la resolución de la disputa a la decisión de una corte arbitral que debía dar a conocer su fallo al Gobierno del Reino Unido, que era el árbitro formal. El conflicto llegó a su punto culminante el 22 de diciembre de 1978, cuando las Fuerzas Armadas argentinas se dispusieron a ocupar las islas en disputa, pero la intervención del papa Juan Pablo II evitó la guerra y condujo una mediación que llevó a la firma del Tratado de Paz y Amistad el 29 de noviembre de 1984, que solucionó el conflicto tras más de dos tercios de siglo de disputa. Tras una consulta popular, el Gobierno argentino ratificó el tratado, al igual que la dictadura chilena, este último sin consulta alguna.

## Otros territorios anteriormente disputados

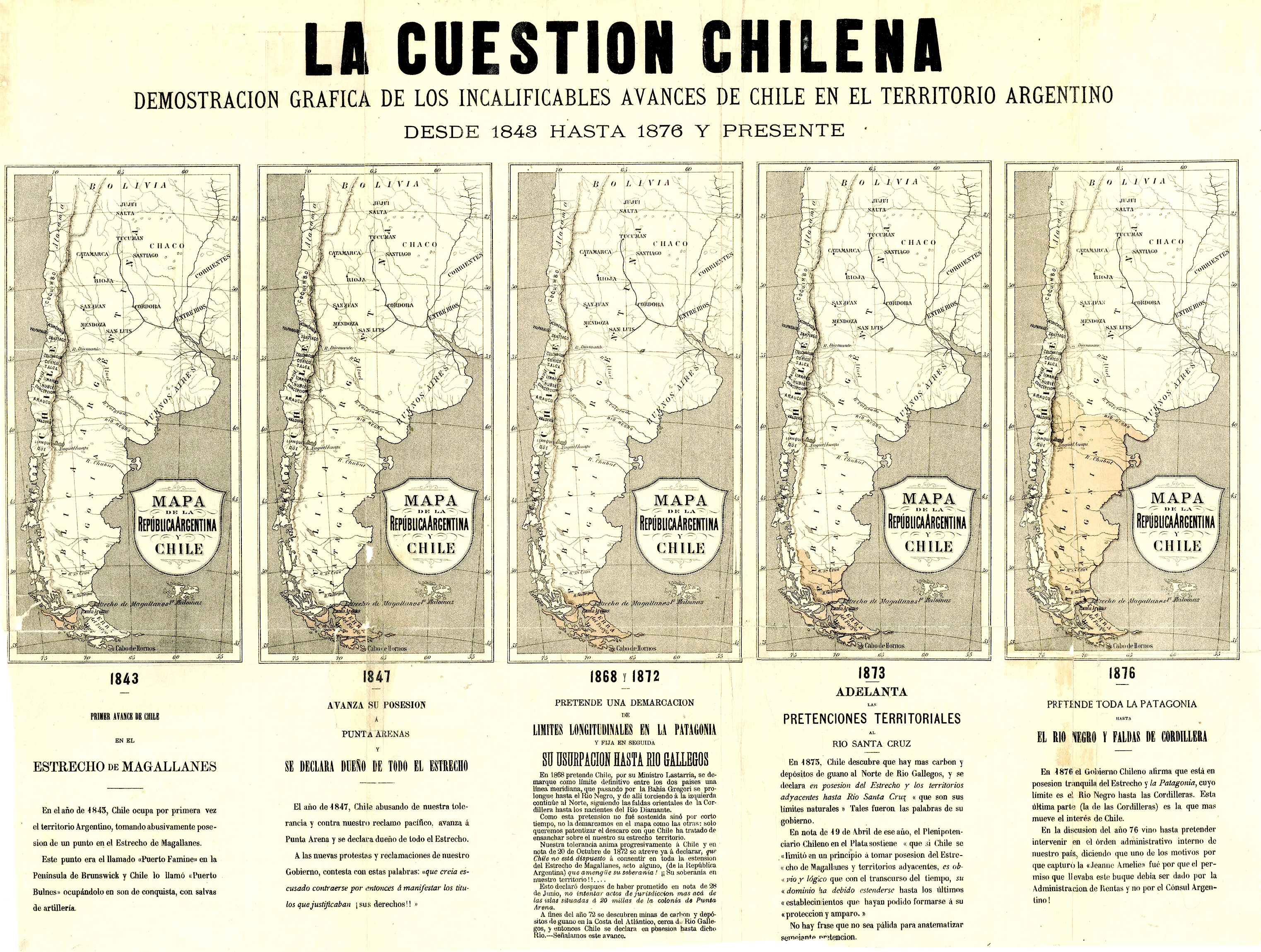
Mapa de lo que la historiografía argentina consideró como "avances de Chile en el territorio argentino".

Entre 1825 y 1826, la villa de Tarija y territorios pertenecientes a su partido y otras del vecino departamento de Potosí, fueron objeto de una disputa por su posesión entre las Provincias Unidas del Río de la Plata y la entonces recién independizada República de Bolivia. El 6 de agosto de 1825 había nacido la República de Bolivia sin incluir a Tarija, manteniéndose esta ciudad bajo control argentino. El litigio se resolvió definitivamente en 1889, cediendo las zonas en disputa a Bolivia.

Mapa de la disputa de la Patagonia Oriental, Tierra del Fuego y el estrecho de Magallanes entre Argentina y Chile (1842-1881).

El litigio de la Puna de Atacama fue una disputa de límites entre Chile, Bolivia y Argentina en el siglo XIX, por el territorio denominado Puna de Atacama, fronterizo entre estos tres países. El 10 de mayo de 1889 se firmó en Buenos Aires un tratado secreto entre la Argentina y Bolivia a través del ministro argentino Norberto Quirno Costa y el enviado boliviano Santiago Vaca Guzmán (Tratado Quirno Costa-Vaca Guzmán). En ese tratado se estipulaba la renuncia argentina a sus reclamos históricos sobre Tarija a cambio de la cesión por parte de Bolivia de parte de la Puna de Atacama a la Argentina, desde la Quebrada del Diablo hacia el norte por la vertiente oriental de los Andes, pero permaneció sin ratificar hasta 1893. El 31 de octubre de 1891, Bolivia aceptó modificar el artículo 1.º del tratado Quirno Costa-Vaca Guzmán de 1889, cediendo a la Argentina la Puna de Jujuy, de Salta y de Catamarca, hasta las altas cumbres de los Andes. Pero Chile no reconoció los tratados e inició una cuestión de límites con Argentina. Finalmente, en 1898 el Laudo de Buchanan resuelve que de los 75 000 km² en disputa, 64 000 km² (85 % del total) queden para la Argentina y 11 000 (15 %) para Chile.